# Râul Strâmba, Tismana
Râul Strâmba este un curs de apă, afluent al râului Tismana.